# 1886 au théâtre
| Années du théâtre : 1883 - 1884 - 1885 - 1886 - 1887 - 1888 - 1889    |
| Décennies du théâtre : 1850 - 1860 - 1870 - 1880 - 1890 - 1900 - 1910 |

Cet article présente les faits marquants de l’année 1886 au théâtre.